# チビナックス
『チビナックス』は、CREATIVE OFFICE CUE及び電通北海道が制作し、札幌テレビ放送（STV）で2006年から2008年にかけて3度、断続的に放送されていたテレビアニメ。TEAM NACSの冠アニメ。

## 概要
- 演劇ユニット「TEAM NACS」のメンバーである5人（森崎博之・安田顕・戸次重幸・大泉洋・音尾琢真）と、1匹の猫・ユウジロウ（音尾の飼い猫）をモデルとした登場人物が、シュールなアニメーションを展開している（詳細は後述）。各キャラクターは現実の人物の特徴や性格を、一部やや大げさな節もあるが反映している。
- 基本的にTEAM NACSのメンバー本人の出演はないが、留守番電話で各メンバーが声のみ出演しているほか、森崎の「チビナックス」の揮毫や音尾のお絵かきなどが登場している。2.0では森崎が、シーズン3では安田が、答える悩み相談コーナーが作られている。
- 2.0、シーズン3では、アニメ本編とは別のアイキャッチ（動物などの映像）に各メンバーが声を入れている。2.0では、安田が鮭の産卵シーンなどのようにどんな動物の声を吹き替えるか事前に聞かされていまま、録音された。シーズン3では、大泉が吹き替えを担当。
- メンバーが声優を務めていないので、基本的に作中ではキャラクターの台詞がない。正確には喋ってはいるが、聞き取り不能の謎の言語である。場合によっては字幕が出たり、ナレーターが台詞を代弁することもある。ただし、 2.0にて一度だけ大泉本人がキャラクター（オオイズミ）の声優を務めたシーンがあり、このシーンでは普通の日本語を喋っている。また、シゲがオオイズミからガンプラを与えられて「ワーイワーイ」と喜ぶシーンがあるなど、稀に聞き取り可能な言語が登場することもある。
- 1期、2.0では最終回の1話前、最終回と2話に分けて感動的なストーリーを繰り広げている。シーズン3では第19回、24回に感動的なエピソードを放映した[注 1]。代わりに最終話（第25回）はNG集で締めくくっている。

## 登場人物
リーダー
モデルは森崎博之。
極めて顔が大きく描かれている他、うどんが大好きだったり、食い意地の張っている描写も見られる。
ヤスダ
モデルは安田顕。
すぐ脱ぎたがり（赤ふんどし一丁姿）、事あるごとに鍛えた肉体を披露する。また、陰鬱な一面や放屁のシーンも多い。
シゲ
モデルは戸次重幸（旧芸名：佐藤重幸）。
端正な顔立ちだが、遅刻癖や投手として登板すれば大炎上するなど、「ミスター残念」ぶりが発揮されている。
オオイズミ
モデルは大泉洋。
特徴である天然パーマの髪型に関する描写が大変多い。また、守銭奴な一面も良く描かれる。
オトオ
モデルは音尾琢真。
目が極端に離れており、その見た目から魚扱いされている（右に別の漢字を置いて魚へんになったり、自由に泳ぐなど）。
ユウジロウ
モデルは音尾裕次郎（音尾の愛猫。2008年に死去）。
猫嫌いのオオイズミの天敵。リーダーからは（主に食料として）狙われている。

## 主なシリーズネタ
主なシリーズネタを一部抜粋した。
- モジャマハール（2.0ではモジャマハールリターンズ）
魔法のランプの魔人、モジャマハール（オオイズミ）が、遭難した冒険者である他メンバー4人を有料で魔法により助けようとする。しかし、大体失敗する。
ヤスダは回ごとに死んでいたり氷づけになっていたりする。
- アイスキャンデー
オオイズミ、オトオ、シゲの3人による、当たり付きのアイスキャンデーを使った3段オチシリーズ。オチ担当はシゲ。
- モジャ太郎
桃太郎のパロディ。モジャ太郎（オオイズミ）が鬼退治に出かける。
その他の配役はおじいさんと犬がヤスダ、おばあさんと猿がオトオ、キジがシゲ、鬼がリーダー。
- エレベーター
オオイズミがエレベーターに乗ろうとするが、他のメンバーが各々の個性でエレベーターを占領しており、結局乗れない。
- 蚊
ナックスメンバーとその周囲を飛んでいる蚊の様子を、オオイズミが観察するという内容。
その仰天の結末に、オオイズミは毎回驚愕する。
- ホトトギス
安土桃山時代の三英傑について読まれた川柳がモチーフ。将軍に扮したナックスメンバーそれぞれの解釈でホトトギスをどうするか、という内容。
- HOKKAIDO喰ESTII（）
『ドラゴンクエストII 悪霊の神々』のパロディ。北海道を舞台に様々な食材モンスターを食べながら冒険を続ける。
IIと銘打っているが、Iは存在しない。4人パーティでナックスメンバーが『ドラゴンクエストIII そして伝説へ…』の職業にちなんだ容姿である。
- SPACE NACS
アルマゲドンのパロディ。地球に迫る巨大隕石を破壊するべく、ナックスメンバーの5人がロケットに乗って宇宙へ飛び立つが…。
宇宙服のデザインはメンバー全員共通だが、頭に被る物についてはメンバー各々の個性が反映されている。
- 3年チビ組リーダー先生（2.0でもシリーズ継続）
ファンタのCMが元ネタの学園シリーズ。
- チビニャックス（2.0）
ユウジロウが主役。散歩中にナックスメンバーに似た猫たちに出会う。
- 忍（表記は○の中に忍の文字）（2.0）
ナックスメンバーが忍者に扮する。
- chibi-1 Grand Prix（2.0）
ナックスメンバーによるレース。『チキチキマシン猛レース』や『マリオカート』などのオマージュ。DVD1巻の特典映像での大泉の発言からアイデアを採用し作られた。
- 絵描き歌（2.0）
ナックスメンバー達の顔を絵描き歌に乗せて描く。
オオイズミやオトオは比較的絵描き歌として成立した内容となっているが、シゲは後半かなり無理がある歌になっている。
- rooms（2.0）
シリーズではないが、ギャグでなくクイズの出題となるアニメ。扉の色、数字、オオイズミのクローンの人数がヒントである。
- エコロジー戦士 ヤスダーマンZ（2.0、シーズン3）
地球に優しいエコロジー戦士、ヤスダーマンの生態を描く。
- 怪人シリーズ（シーズン3）
悪の科学者、オオイズミがナックスメンバーと動物を合成して怪人を作ろうとするが･･･。
- 僕とヤスダの夏休み（シーズン3）
オトオ少年が偶然拾ったヤスダ（手の平サイズの小動物）を飼育することになり、心あたたまる交流が繰り広げられる。
- 映画パロディシリーズ（シーズン3）
有名映画のチビナックス流パロディ。ヒロイン役の少女などナックスメンバー以外の脇役が一部共通している。
シリーズ共通の冒頭のシーンはMGM映画のオープニングのパロディで、ライオンの代わりにユウジロウが吼えて（正確には鳴いて）いる。
- オトオ山（シーズン3）
魚のような体型の力士、オトオ山の生活を描く。DVD2巻の映像特典にて、音尾本人が出番が少ないと不満を訴えたことを受けて、シーズン3中盤からオトオの出番が急増している。
- エスパーオトオ（シーズン3）
エスパーである学生のオトオが、学園内で超能力を使い、人知れずちょっとした奇跡を起こしていく。
- 真夜中のチビたち（シーズン3）
就寝中のメンバー達の身に起こる不思議な出来事を描いている。
- 地尾野家のおとおさん（）（シーズン3）
メンバーが『サザエさん』風の家族に扮したホームコメディ。お父さん（音尾さんとの語呂合わせ）役がオトオ、お母さん役がリーダー、長女役がシゲ、長男役がオオイズミ、飼い犬役はヤスダ（ヤスケン＝ヤス犬から）。
- モー援団（シーズン3)
リーダーがピンチに陥っているメンバーを応援団長（といっても団員はリーダー1人だけ）となって応援するが、助けたりはしない。
- 駅シリーズ（シーズン3）
道内の変わった名前の駅をダジャレ化してショートネタを行う。

## 放送局
| 放送地域               | 放送局         | 放送期間                      | 放送日時                     | 放送系列       | 備考             |
| チビナックス           | チビナックス   | チビナックス                  | チビナックス                 | チビナックス   | チビナックス     |
| ---------------------- | -------------- | ----------------------------- | ---------------------------- | -------------- | ---------------- |
| 北海道                 | 札幌テレビ     | 2006年4月13日 - 9月28日       | 木曜 21:54 - 22:00           | 日本テレビ系列 |                  |
| 埼玉県                 | テレ玉         | 2006年10月2日 - 2007年4月2日  | 月曜                         | 独立UHF局      |                  |
| 群馬県                 | 群馬テレビ     | 2006年10月15日 -              | 日曜                         | 独立UHF局      |                  |
| 栃木県                 | とちぎテレビ   | 2006年12月29日 - 2007年1月5日 | 木曜                         | 独立UHF局      |                  |
| 兵庫県                 | サンテレビ     | 2007年1月4日 -                | 木曜 17:55 - 18:00           | 独立UHF局      |                  |
| 神奈川県               | tvk            | 2007年1月7日 - 2007年4月15日  | 日曜                         | 独立UHF局      |                  |
| 日本全域               | アニマックス   | 2007年10月7日 - 2008年1月13日 | 日曜                         | CS放送         | リピート放送あり |
| 日本全域               | チャンネルNECO | 2008年9月27日 -               | 土曜                         | CS放送         | リピート放送あり |
| チビナックス 2.0       |                |                               |                              |                |                  |
| 北海道                 | 札幌テレビ     | 2007年4月14日 - 10月13日      | 土曜 21:54 - 22:00           | 日本テレビ系列 | [ 1 ]            |
| 東京都                 | TOKYO MX       | 2007年10月12日 -              | 金曜                         | 独立UHF局      | 1期は未放送      |
| チビナックス シーズン3 |                |                               |                              |                |                  |
| 北海道                 | 札幌テレビ     | 2008年6月3日 - 11月18日       | 水曜 0:49 - 0:55（火曜深夜） | 日本テレビ系列 |                  |

## スタッフ
- 企画：鈴井亜由美、横澤伸彦
- 制作監督：東井崇
- 制作著作：CREATIVE OFFICE CUE、電通北海道

## DVD
- チビナックスDVD 完全版（2007年2月14日発売。）
DVD発売に際して、STVにてTEAM NACS本人が出演した特番が放送された（2007年1月13日、再放送1月23日）。
- チビナックス2.0DVD 最強版（2008年2月14日発売。）
- チビナックス3DVD 極上版（2009年3月14日発売。）

## 関連書籍
- 絵本
  - チビナックスえほん ユウジロウのおくりもの（2007年12月21日発売。）
  - チビナックスえほん いただきまーす!（2008年12月1日発売。）

## 備考
- 提供はローソンチケットとアルバイト北海道（アルキタ、シーズン3よりジョブキタ）。 つまり、TEAM NACSの所属事務所の社長（現：会長）であった、鈴井貴之がプロデュースしたアルキタのCMが流れている。
- 全国のローソンで、Loppiを通じてチビナックスグッズを購入することができる。
- 最後に必ず「チャンネルはそのまま」、「Stay Tune」などのメッセージが出る。（上記のアルキタのCMが流れるため）
- イラストは北海道出身のイラストレーター前田麦（maeda baku)が作画担当している。
- 第59回さっぽろ雪まつりでは本作のキャラクターを使用した雪像が製作され、2008年2月9日にその記念の特番が放送された。
- エンディングにはスタッフロールは流れるものの、エンディング自体がとても短く、かつスタッフロールの出し方に凝った演出を入れたりしているので、ビデオなどに録画しスロー再生しなければ読むことは難しい。シーズン3はスタッフロールが流れなかった回も何度かあった。